# محمد بن تركي بن أحمد السديري
الأمير محمد بن تركي بن أحمد السديري.  هو أمير منطقة جازان السابق، وأحد أبناء الامير تركي بن أحمد السديري كان أمير لمنطقة جازان حتى تم اعفائة من منصبه بناء على طلبه في عام 1422 هـ. توفي يوم الإثنين 24 فبراير 2025.